# Боа (Савоја)
Боа (фр. Bois) насеље је и општина у источној Француској у региону Рона-Алпи, у департману Савоја која припада префектури Албервил.
По подацима из 2011. године у општини је живело 381 становника, а густина насељености је износила 68,65 становника/km². Општина се простире на површини од 5,55 km². Налази се на средњој надморској висини од 650 метара (максималној 1.760 m, а минималној 458 m).

## Демографија
| 1962. | 1968. | 1975. | 1982. | 1990. | 1999. | 2011. |
| ----- | ----- | ----- | ----- | ----- | ----- | ----- |
| 184   | 193   | 230   | 207   | 291   | 270   | 381   |

График промене броја становника у току последњих година